# Neolophonotus crassifemoralis
Neolophonotus crassifemoralis là một loài ruồi trong họ Asilidae. Neolophonotus crassifemoralis được Londt miêu tả năm 1986. Loài này phân bố ở vùng nhiệt đới châu Phi.